# Free World
「Free World」（フリー ワールド）は、日本の音楽グループLOVE PSYCHEDELICOの4枚目のシングルである。2001年5月23日発売。発売元はビクターエンタテインメント。

## 概要
- PV監督は中村友彦。

## 収録曲
| 全作詞・作曲・編曲: LOVE PSYCHEDELICO。 |                |                   |                   |      |
| #                                       | タイトル       | 作詞              | 作曲・編曲        | 時間 |
| 1.                                      | 「Free World」 | LOVE PSYCHEDELICO | LOVE PSYCHEDELICO | 4:58 |
| 2.                                      | 「amp' box」   | LOVE PSYCHEDELICO | LOVE PSYCHEDELICO | 3:42 |
| 3.                                      | 「“0”」        | LOVE PSYCHEDELICO | LOVE PSYCHEDELICO | 2:37 |

## 収録アルバム

### Free World
- オリジナル『LOVE PSYCHEDELIC ORCHESTRA』（2002年1月9日）
- ライブ『LIVE PSYCHEDELICO』（2006年3月22日）
- ベスト『Early Times』（2005年2月9日）

### “0”
- オリジナル『LOVE PSYCHEDELIC ORCHESTRA』（2002年1月9日）
- ベスト『Early Times』（2005年2月9日）

## タイアップ
- Free World：大塚製薬「ポカリスエット」CMソング